# Черекдар
Черекдар (вірм. Չարեկտար, азерб. Çǝrǝkdar) — село у Кельбаджарському районі Азербайджану. Село розташоване на берегах річки Трту, на трасі Мартакерт/Агдере — Карвачар/Кельбаджар, за 34 км на схід від міста Кельбаджара, за 56 км на захід від міста Агдере, за 8 км на південний схід від села Дадіванк та за 11 км на захід від села Ґетаван сусіднього Мартакертського району (офіційно Тертерського району Азербайджану).

## Історія
У радянський час село входило до складу Мартакертського району, а після незалежності перейшло до складу Шаумянівського району.

## Пам'ятки
В селі розташований монастир 12-13 ст. та хачкар 12-13 ст.

## Галерея

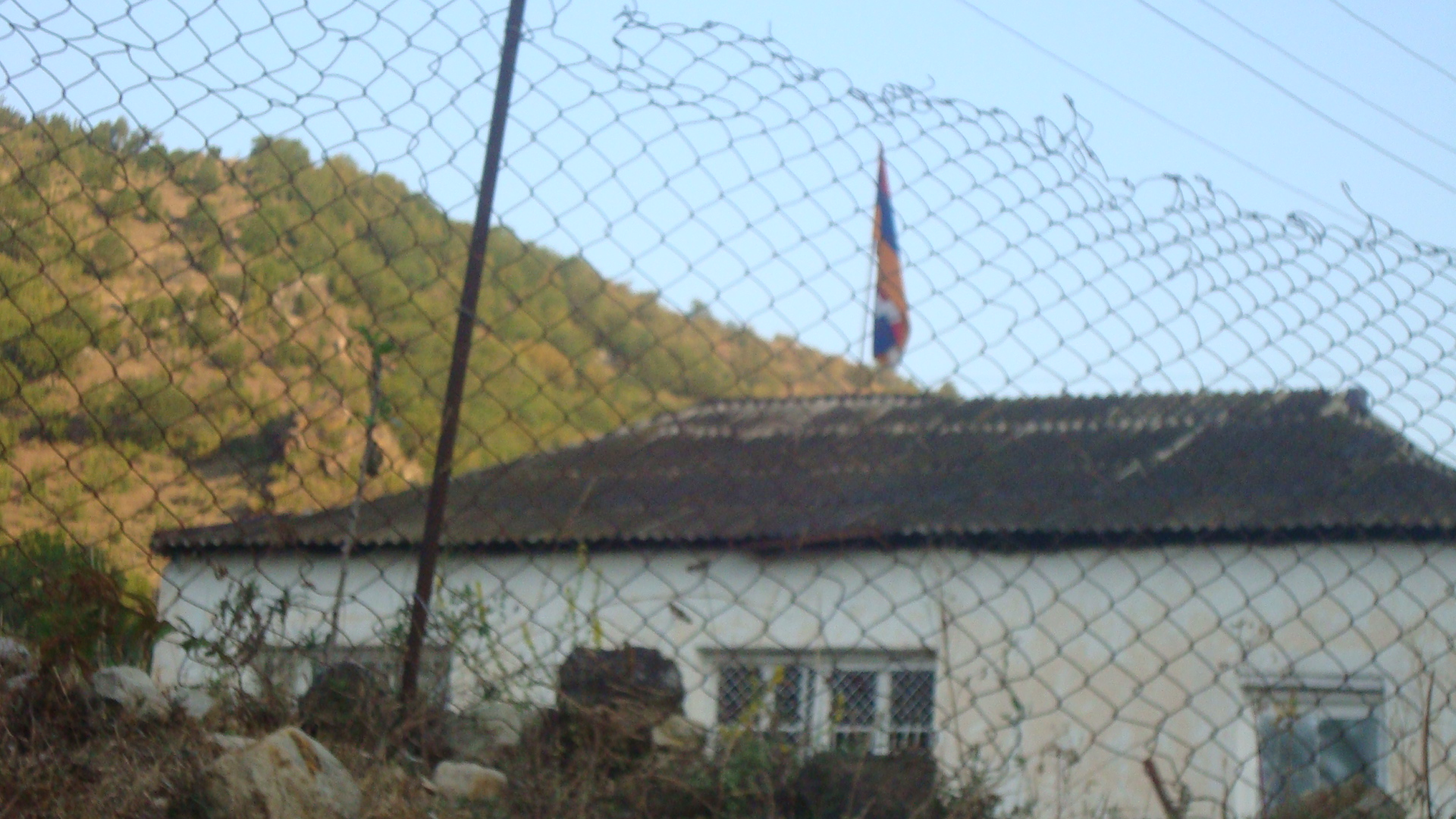
Сільська рада
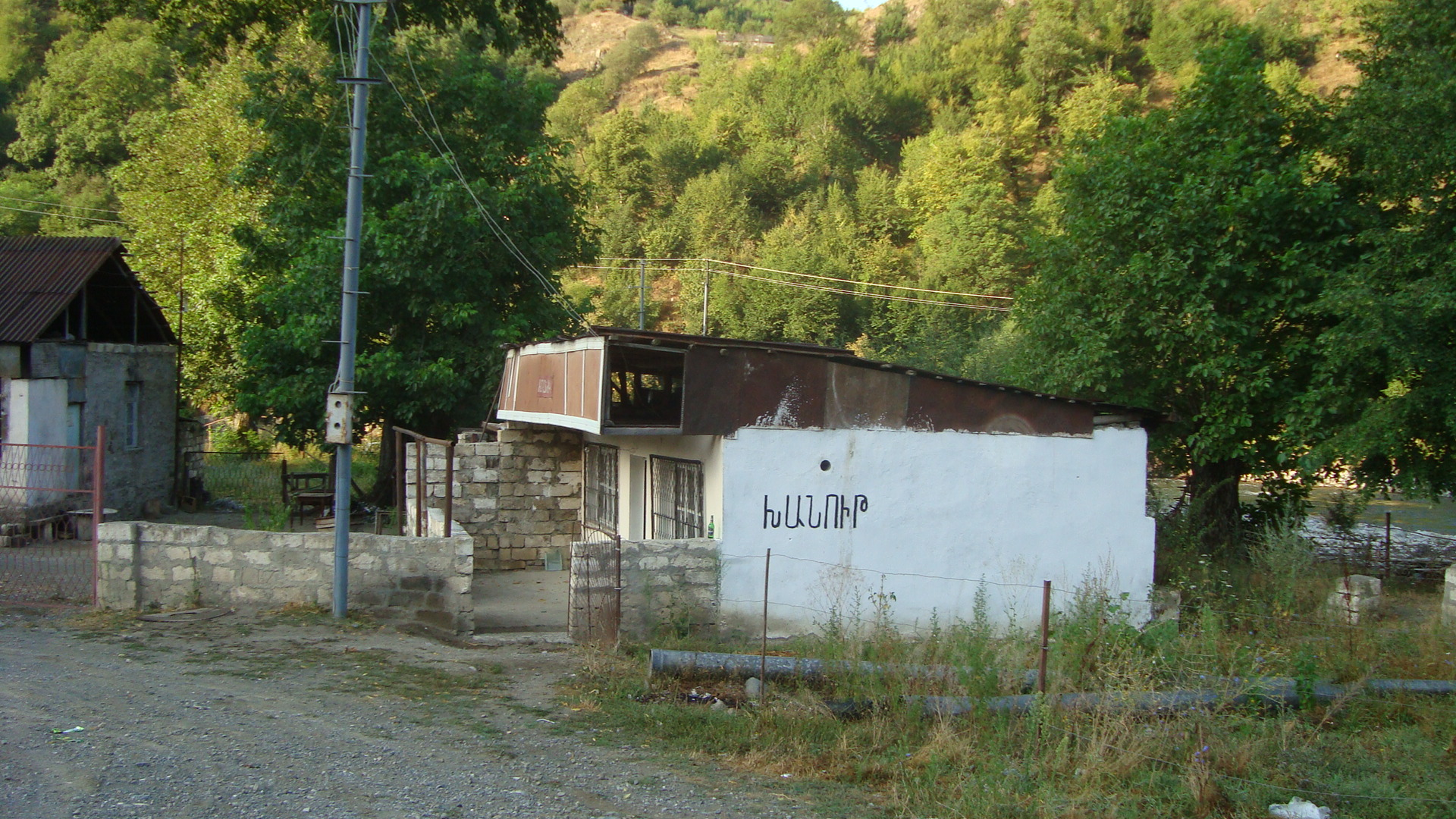
Магазин на узбіччі дороги
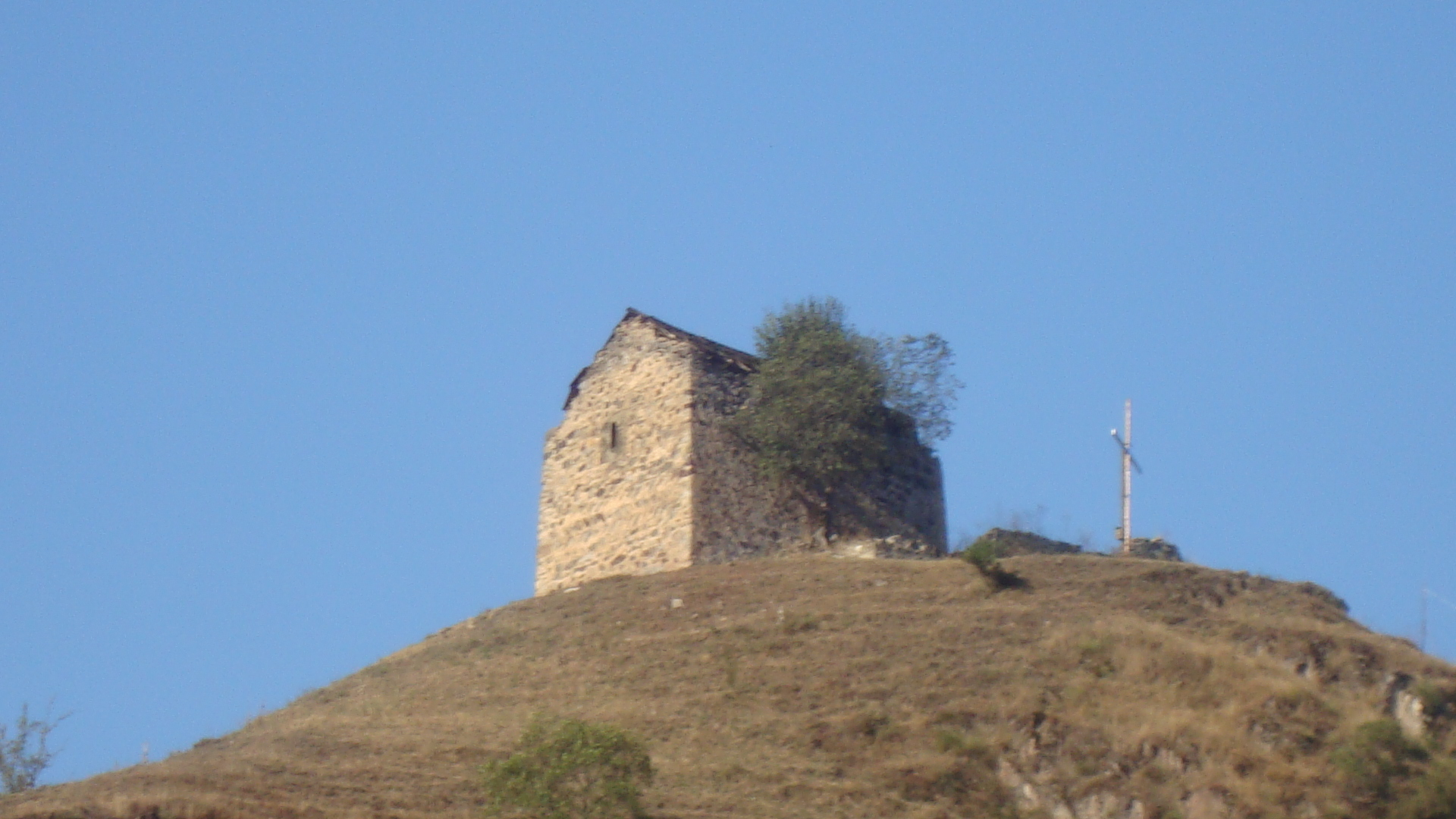
Каплиця на пагорбі
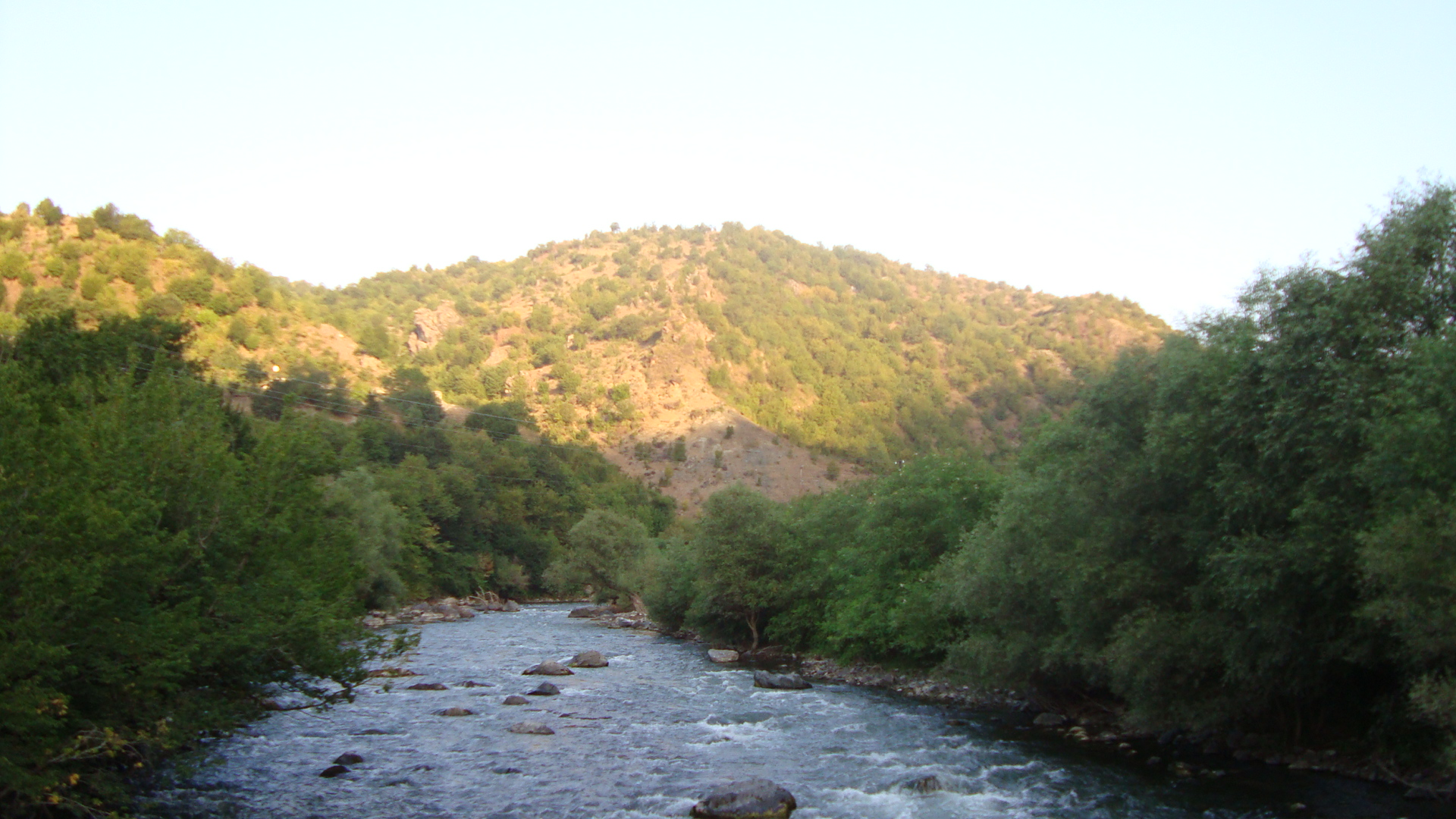
Річка Тертер в селі
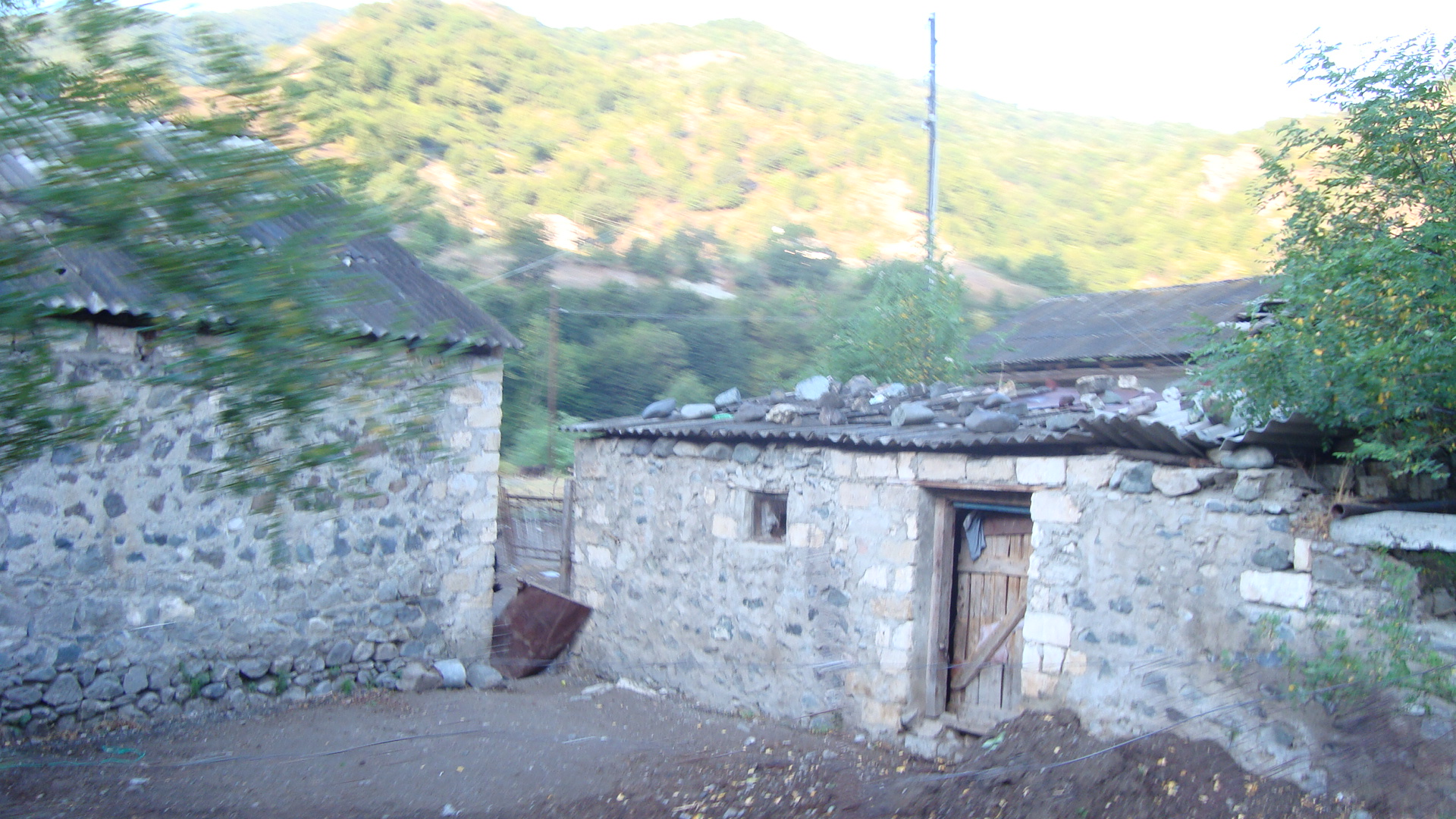
Сільський будинок